# Fran Vélez
Francisco Manuel Vélez Jiménez, detto Fran (Tarragona, 23 giugno 1991), è un calciatore spagnolo, difensore dell'Arīs Salonicco.

## Carriera

### Club
Ha esordito in Liga, con la maglia dell'Almería, durante la stagione 2013-2014.

## Palmarès

### Club

#### Competizioni nazionali
- Coppa di Grecia: 1

Panathinaikos: 2021-2022